# Кікіно
Кі́кіно (рос. Кикино) — присілок у складі Дмитровського міського округу Московської області, Росія.

## Населення
Населення — 17 осіб (2010; 19 у 2002).
Національний склад (станом на 2002 рік):
- росіяни — 69 %
- азербайджанці — 26 %